# 葎草指頭蚜
葎草指頭蚜（学名：Phorodon humulifoliae）为常蚜科指頭蚜屬下的一个种。